# Deta Air
Deta Air was een Kazachse luchtvaartmaatschappij met haar thuisbasis in Almaty.

## Geschiedenis
DETA Air werd opgericht in 2005 en had bases op de luchthavens van Almaty en Shymkent. De luchtvaartmaatschappij richtte zich voornamelijk op vrachtvluchten, met bestemmingen zoals Hong Kong en Istanbul. In 2013 beëindigde DETA Air zijn activiteiten 

## Incidenten
Op 24 juli 2009 crashte een Ilyushin Il-62 van DETA Air tijdens een landing op de internationale luchthaven van Mashhad in Iran. Bij dit ongeluk kwamen 16 mensen om het leven. De oorzaak werd toegeschreven aan een te hoge landingssnelheid 

## Vloot
De vloot van Deta Air bestaat tegenwoordig uit:
- 3 Ilyushin IL-62M. Waarvan 2x pass. en 1x combi.
- 2 Mcdonnell Douglas DC10 40F.